# لاویلیتا (نیومکزیکو)
لاویلیتا (به انگلیسی: La Villita) یک منطقهٔ مسکونی در ایالات متحده آمریکا است که در شهرستان ریو آریبا، نیومکزیکو واقع شده‌است. لاویلیتا ۹۵۷ نفر جمعیت دارد و ۱٬۷۴۱٫۹۵ متر بالاتر از سطح دریا واقع شده‌است.